# Pyrophyllite
La pyrophyllite est un phyllosilicate d'aluminium doublement hydroxylé ressemblant beaucoup au talc et faisant partie du groupe de minéraux pyrophyllite-talc.
Sa formule chimique est la suivante : Al2(Si4O10)(OH)2, ou Al2O3, 4 SiO2, H2O. Elle possède une certaine aptitude à être en feuillets. 
L'origine de son nom se compose de deux mots grecs : pyros, feu, et phullon, feuille.
Analysée, elle apparaît composée de : Al2O3 (28,3 %), SiO2 (66,7 %), H2O (5 %) pouvant contenir des impuretés : MgO, FeO, Fe2O3, CaO, Na2O, K2O et des oxydes de titane.
La pierre de Qingtian, en chine, est une pyrophyllite utilisée pour la création de sceaux d'artistes. 

## Groupe pyrophyllite-talc
Le groupe pyrophyllite-talc comporte cinq espèces minérales :

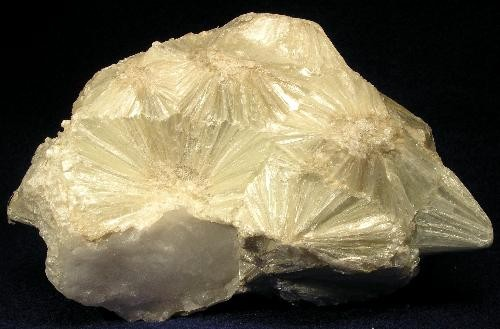
Pyrophyllite.

| Espèce            | Formule               |
| ----------------- | --------------------- |
| Ferripyrophyllite | Fe3+2(Si4O10)(OH)2    |
| Minnésotaïte      | (Fe,Mg)3(Si4O10)(OH)2 |
| Pyrophyllite      | Al2(Si4O10)(OH)2      |
| Talc              | Mg3(Si4O10)(OH)2      |
| Willemséite       | (Ni,Mg)3(Si4O10)(OH)2 |